# Красногорское (Тюменская область)
Красногорское — село в Исетском районе Тюменской области, входит в состав Солобоевского сельского поселения. 
В селе функционирует фельдшерско-акушерский пункт.

## Расположение
Расположено на правом берегу реки Исеть при впадении в неё протоки. На юге села проходит межрайонная дорога 71Н-1908 (Исетск — Упорово). 
Рядом находится археологический заповедник Ингальская долина. 
В нескольких километрах от села располагается Марьино ущелье. В котором есть растения, которых осталось так мало, что их занесли в Красную книгу. Одно из них — венерин башмачок, многолетнее растение, зацветающее лишь на 8–17-м году жизни.

## Население
| 2010 |
| ---- |
| 251  |

## История
В 1671 году был поставлен Красногорский острог.
Красногорское отмечено на карте С. У. Ремезова, датированное 1701 годом.